# AMDP-System
Das AMDP-System (Arbeitsgemeinschaft für Methodik und Dokumentation in der Psychiatrie) ist ein System zur standardisierten Erfassung und Dokumentation eines psychopathologischen Befundes. Es findet international Anwendung und wurde auch ins Englische übersetzt.
In Anlehnung daran wurde das AGP-System für die Dokumentation in der Gerontopsychiatrie entwickelt (ebenfalls auf Englisch verfügbar).

## Die AMDP
Das AMDP-System wurde von der Arbeitsgemeinschaft für Methodik und Dokumentation in der Psychiatrie (AMDP) erarbeitet. Die AMDP wurde 1965 als AMP von Schweizer und deutschen Psychiatern gegründet, kurz darauf schloss sich auch eine Gruppe aus Österreich an.
Bis 1989 war die AMDP fast ausschließlich in Verbindung mit dem AMDP-System zu sehen. Um allen an methodischen Fragen der Psychiatrie Interessierten ein Dach zu bieten, wurde schließlich der AMDP e. V. gegründet, in dessen Rahmen die AMDP-Systemgruppe heute eine von mehreren Arbeitsgruppen ist.
In der AMDP-Systemgruppe arbeiten Psychiater aus verschiedenen europäischen Ländern zusammen an der Weiterentwicklung des AMDP-Systems.
In der erweiterten und überarbeiteten 9. Auflage des AMDP-Manuals sind Sprache und Definition verfeinert worden. Als Erweiterung des Anhangs kam das Kapitel zur Syndrombildung hinzu. Die etablierten Syndromskalen sind zur Reproduzierbarkeit und für Vergleichsuntersuchungen unverändert geblieben.
Die korrigierte 10. Auflage des AMDP-Manuals beinhaltet Korrekturen zur Beseitigung stilistischer Unklarheiten und orthografischer Fehler. Im Anhang B der Auflage ist die Anpassung der deutschen Bezeichnungen der AMDP-Merkmale in englischer und französischer Sprache beigefügt. Die 9. und 10. Auflage sind inhaltlich identisch, die 9. Auflage kann weiterhin genutzt werden.
Die AMDP-Manuals sind bei der Hogrefe Verlagsgruppe veröffentlicht.

## Aufbau
Das AMDP-System besteht aus
- einem Glossar psychopathologischer Symptome (dem AMDP-Manual[6])
- mehreren Rating-Bögen (Psychischer Befund, somatischer Befund, Anamnese), welche die standardisierte Erfassung eines Befundes ermöglichen sollen.

Darüber hinaus existiert ein „Leitfaden zur Erfassung des psychopathologischen Befundes“, mehrere Bände zur Anwendung des Systems in der klinischen Praxis und in der Forschung und vieles mehr. Die AMDP bietet außerdem Seminare zur Anwendung ihres Systems an.
Zusätzlich zum AMDP-System werden sogenannte AMDP-Module entwickelt, beispielsweise das AMDP-DK – AMDP-Modul zu Dissoziation und Konversion.

## Anwendung
Es gibt zwei Verwendungsmöglichkeiten:
- Man kann das AMDP einsetzen, um den psychopathologischen Befund sprachlich zu beschreiben. Dann dient das AMDP als Glossar, um die Bezeichnungen im Befund zu standardisieren. Das Manual enthält darüber hinaus auch Hinweise zur Kodierung des Schweregrads für jedes Symptom.
- Wahlweise können diese Einschätzungen auch als Zahlen kodiert werden, die zwischen 0 für „nicht vorhanden“ und 3 für „schwer“ liegen. Diese Kodierungen können dann zu Rohwerten für verschiedene Skalen aufsummiert werden. Es liegt eine Normstichprobe von 1983 vor.[9] Die Umrechnungstabelle zum Vergleich der Rohwerte mit der Normstichprobe ist im Anhang des Leitfadens abgedruckt.[7] In einer Untersuchung von 1983 konnte gezeigt werden, dass ein Zusammenhang zwischen den AMDP-Skalen und Diagnosen, sowie dem AMP-System besteht (konvergente Validität).[10] Auch für das AMDP-Angstbasissyndrom liegt eine Untersuchung zur Reliabilität und Validität aus dem Jahr 2000 vor.[11] Im Rahmen einer Kreuzvalidierung im Jahr 1983 hätte sich eine Lösung mit 9 Faktoren als stabil reproduzierbar erwiesen.[12]

## Systematik der aufgeführten Merkmale
Die vom AMDP-System aufgeführten Merkmale lassen sich zunächst in zwei Gruppen unterteilen: Merkmale des psychischen Befundes (100 Symptome plus 11 Zusatzmerkmale) und Merkmale des somatischen Befundes (40 Symptome plus 3 Zusatzmerkmale). Diese Symptome sind im AMDP-Manual jeweils nummeriert und in Gruppen zusammengefasst (die Reihenfolge der nachfolgenden Liste entspricht dem Manual). In der zugehörigen Befundvorlage sind zudem die sogenannten Reserve-Merkmale (R1 bis R14) enthalten, mit denen der Untersucher freie Ergänzungen vornehmen kann, etwa in Form der Zusatzmerkmale.
Zu jedem Symptom gibt es im Manual eine kurze Definition, Erläuterungen und Beispiele, Hinweise zum Schweregrad (leicht, mittel, schwer) sowie eine Liste abzugrenzender Merkmale.
Außerdem ist zu jedem Symptom angegeben, auf welche Art das Merkmal beobachtet werden muss („S“ = Patient schildert das Merkmal selbst, „F“ = Untersucher oder andere Personen beobachten das Merkmal, „SF“ = Patient oder andere Personen beobachten das Merkmal). So muss z. B. eine Denkhemmung vom Patienten selbst geschildert werden, wohingegen eine Denkverlangsamung vom Untersuchenden oder anderen Personen (Pflegern etc.) beobachtet werden muss. Eingeengtes Denken kann sowohl vom Patienten als auch von anderen Personen wahrgenommen werden.

## Liste der aufgeführten Merkmale
Im Folgenden werden die Merkmale gemäß der 10. Auflage im Einzelnen aufgelistet. (S) steht für Selbstbeurteilung. (F) steht für Fremdbeurteilung. (SF) weist darauf hin, dass Selbst- und Fremdeinschätzung relevant sind.

### Psychopathologischer Befund
| Bewusstseinsstörungen                    | 1. Bewusstseinsverminderung (F) \| 2. Bewusstseinstrübung (F) \| 3. Bewusstseinseinengung (SF) \| 4. Bewusstseinsverschiebung (S) |
| Orientierungsstörungen                   | 5. Zeitliche Orientierungsstörung (S) \| 6. Örtliche Orientierungsstörung (S) \| 7. Situative Orientierungsstörung (S) \| 8. Orientierungsstörung über die eigene Person (S) |
| Aufmerksamkeits- und Gedächtnisstörungen | 9. Auffassungsstörungen (SF) \| 10. Konzentrationsstörungen (SF) \| 11. Merkfähigkeitsstörungen (SF) \| 12. Gedächtnisstörungen (SF) \| 13. Konfabulationen (F) \| 14. Paramnesien (S) |
| Formale Denkstörungen                    | 15. Gehemmt (S) \| 16. Verlangsamt (F) \| 17. Umständlich (F) \| 18. Eingeengt (SF) \| 19. Perseverierend (F) \| 20. Grübeln (S) \| 21. Gedankendrängen (S) \| 22. Ideenflüchtig (F) \| 23. Vorbeireden (F) \| 24. Gesperrt/Gedankenabreißen (SF) \| 25. Inkohärent/zerfahren (F) \| 26. Neologismen (F) |
| Befürchtungen und Zwänge                 | 27. Misstrauen (SF) \| 28. Hypochondrie (S) \| 29. Phobien (S) \| 30. Zwangsdenken (S) \| 31. Zwangsimpulse (S) \| 32. Zwangshandlungen (S) |
| Wahn                                     | 33. Wahnstimmung (S) \| 34. Wahnwahrnehmung (S) \| 35. Wahneinfall (S) \| 36. Wahngedanken (S) \| 37. Systematisierter Wahn (S) \| 38. Wahndynamik (SF) \| 39. Beziehungswahn (S) \| 40. Beeinträchtigungs- und Verfolgungswahn (S) \| 41. Eifersuchtswahn (S) \| 42. Schuldwahn (S) \| 43. Verarmungswahn (S) \| 44. Hypochondrischer Wahn (S) \| 45. Größenwahn (S) \| 46. Andere Wahninhalte (S) |
| Sinnestäuschungen                        | 47. Illusionen (S) \| 48. Stimmenhören (S) \| 49. Andere akustische Halluzinationen (S) \| 50. Optische Halluzinationen (S) \| 51. Körperhalluzinationen (S) \| 52. Geruchs- und Geschmackshalluzinationen (S) |
| Ich-Störungen                            | 53. Derealisation (S) \| 54. Depersonalisation (S) \| 55. Gedankenausbreitung (S) \| 56. Gedankenentzug (S) \| 57. Gedankeneingebung (S) \| 58. Andere Fremdbeeinflussungserlebnisse (S) |
| Störungen der Affektivität               | 59. Ratlos (F) \| 60. Gefühl der Gefühllosigkeit (S) \| 61. Affektarm (F) \| 62. Störung der Vitalgefühle (S) \| 63. Deprimiert (SF) \| 64. Hoffnungslos (S) \| 65. Ängstlich (SF) \| 66. Euphorisch (SF) \| 67. Dysphorisch (SF) \| 68. Gereizt (SF) \| 69. Innerlich unruhig (S) \| 70. Klagsam/Jammrig (F) \| 71. Insuffizienzgefühle (S) \| 72. Gesteigertes Selbstwertgefühl (S) \| 73. Schuldgefühle (S) \| 74. Verarmungsgefühle (S) \| 75. Ambivalent (S) \| 76. Parathymie (F) \| 77. Affektlabil (SF) \| 78. Affektinkontinent (SF) \| 79. Affektstarr (F) |
| Antriebs- und psychomotorische Störungen | 80. Antriebsarm (SF) \| 81. Antriebsgehemmt (S) \| 82. Antriebsgesteigert (SF) \| 83. Motorisch unruhig (SF) \| 84. Parakinesen (F) \| 85. Manieriert/bizarr (F) \| 86. Theatralisch (F) \| 87. Mutistisch (F) \| 88. Logorrhoisch (F) |
| Circadiane Besonderheiten                | 89. Morgens schlechter (SF) \| 90. Abends schlechter (SF) \| 91. Abends besser (SF) |
| Andere Störungen                         | 92. Sozialer Rückzug (SF) \| 93. Soziale Umtriebigkeit (SF) \| 94. Aggressivität (SF) \| 95. Suizidalität (SF) \| 96. Selbstbeschädigung (SF) \| 97. Mangel an Krankheitsgefühl (S) \| 98. Mangel an Krankheitseinsicht (S) \| 99. Ablehnung der Behandlung (SF) \| 100. Pflegebedürftigkeit (SF) |
| Zusatzmerkmale des Psychischen Befundes  | ZP1. Angstanfälle (SF) \| ZP2. Beschleunigtes Denken (S) \| ZP3. Beziehungsideen (S) \| ZP4. Desorganisiert (SF) \| ZP5. Distanzlos (F) \| ZP6. Gedankenlautwerden (S) \| ZP7. Impulsiv (SF) \| ZP8. Körperbildstörung (S) \| ZP9. Schamgefühle (S) \| ZP10. Überwertige Ideen (S) \| ZP11. Wortfindungsstörungen (SF) \| |

### Somatischer Befund
| Schlaf- und Vigilanzstörungen           | 101. Einschlafstörungen (S) \| 102. Durchschlafstörungen (S) \| 103. Verkürzung der Schlafdauer (S) \| 104. Früherwachen (S) \| 105. Müdigkeit (SF)                                                                 |
| Appetenzstörungen                       | 106. Appetit vermindert (S) \| 107. Appetit vermehrt (S) \| 108. Durst vermehrt (S) \| 109. Sexualität vermindert (S) \|                                                                                            |
| Gastrointestinale Störungen             | 110. Hypersalivation (SF) \| 111. Mundtrockenheit (S) \| 112. Übelkeit (S) \| 113. Erbrechen (SF) \| 114. Magenbeschwerden (S) \| 115. Obstipation (S) \| 116. Diarrhoe (S).                                        |
| Kardio-respiratorische Störungen        | 117. Atembeschwerden (SF) \| 118. Schwindel (SF) \| 119. Herzklopfen (S) \| 120. Herzdruck (S) |
| Andere vegetative Störungen             | 121. Akkommodationsstörung (S) \| 122. Schwitzen vermehrt (SF) \| 123. Seborrhoe (SF) \| 124. Miktionsstörungen (S) \| 125. Menstruationsstörungen (S)                                                              |
| Weitere Störungen                       | 126. Kopfdruck (S) \| 127. Rückenbeschwerden (S) \| 128. Schweregefühl in den Beinen (S) \| 129. Hitzegefühl (S) \| 130. Frösteln (S) \| 131. Konversionssymptome (SF)                                              |
| Neurologische Störungen                 | 132. Rigor (F) \| 133. Muskeltonus erniedrigt (SF) \| 134. Tremor (SF) \| 135. Dyskinesien (SF) \| 136. Hypokinesien (SF) \| 137. Akathisie (SF) \| 138. Ataxie (SF) \| 139. Nystagmus (F) \| 140. Parästhesien (S) |
| Zusatzmerkmale des Somatischen Befundes | ZS1. Parasomnien (SF) \| ZS2. Sexualität vermehrt (S) \| ZS3. Sexuelle Funktionsstörungen (SF) |